# تپه چال چال
تپه چال چال مربوط به عصر مس است و در شهرستان هرسین، بخش بیستون، دهستان چمچمال، روستای ده جهانشاه (چال جال) واقع شده و این اثر در تاریخ ۲۶ اسفند ۱۳۸۷ با شمارهٔ ثبت ۲۵۴۹۴ به‌عنوان یکی از آثار ملی ایران به ثبت رسیده است.